# Diamond Mine
Diamond Mine es un stable de lucha libre profesional de la empresa WWE en la marca Raw, quiénes están conformado por The Creeds (Julius y Brutus) e Ivy Nile. 
Dentro de sus logros, está el haber ganado una vez el Campeonato Crucero de NXT por parte de Strong. También está el haber ganado una vez los Campeonatos en Parejas de NXT y la séptima versión del Dusty Rhodes Tag Team Classic, por parte de Julius y Brutus Creed.

## Antecedentes
El 25 de marzo de 2020 en NXT, Bivens hizo su debut representando a Rinku Singh y Saurav Gurjar, quienes habían atacado a Matt Riddle, presentándose como Indus Sher. Pero esto no duraría mucho ya que posteriormente el equipo sería retirado sin aviso alguno y Bivens no aparecería en televisión sino hasta diciembre donde fue mánager de Tyler Rust.
Asimismo, se daba indiferencias en el stable The Undisputed Era, esto cuando Kyle O'Reilly le dio la mano a Finn Bálor para ayudarlo a levantarse en Vengeance Day y éste, de la nada, recibió una Superkick por parte de Cole. A la semana siguiente, compitieron solo O´Reilly y Strong representando al stable, pero el primero fue atacado más tarde por Cole y lesionándolo (kayfabe), y el 24 de febrero de 2021 se confirmó el final del stable cuando también atacó a Strong.

## Historia

### WWE

#### NXT (2021-2023)
Entre los meses de abril y junio, se anunciaba una promo sobre Diamond Mine, un nuevo stable de los que no se sabían quiénes lo conformaban. El 22 de junio en NXT, Kyle O'Reilly había derrotado al entonces Campeón Crucero de NXT Kushida. Al finalizar la lucha, O'Reilly fue atacado por Adam Cole por lo que fueron separados por Bobby Fish y personal de seguridad. Pero a la vez, Kushida fue atacado por un luchador encapuchado quien resultó ser Roderick Strong (quien al aparecer, mostró su distanciamiento total de The Undisputed Era), y acompañado por Malcolm Bivens, Tyler Rust y Hachiman, se presentaron como Diamond Mine.
El 29 de junio en NXT, Strong hizo su regreso derrotando a Asher Hale. El 13 de julio en NXT, Tyler Rust derrotó a Bobby Fish con ayuda de Strong. Después del encuentro, Strong, Rust y Hachiman intentaron atacar a Fish pero Kushida salió en su defensa. A raíz de esto, se desarrolló una rivalidad en conjunto contra Kushida y Fish. El 20 de julio en NXT, Fish y Kushida derrotaron a Strong y a Rust. Posteriormente, el 3 de agosto en NXT, Strong vencería a Fish, finalizando así su rivalidad con él.
El 6 de agosto, e conocería que Tyler Rust fue despedido como parte de la nueva ola de despidos de NXT, por lo que el 24 de agosto en NXT, se anunció la incorporación de The Creed Brothers (Julius & Brutus Creed), quienes el 7 de septiembre en NXT, debutaron derrotando a dos luchadores locales.
El 14 de septiembre en la presentación de NXT 2.0, The Creed Brothers nuevamente vencieron a otros dos luchadores locales. Después de la lucha, Malcolm Bivens presentó a Ivy Nile, la luchadora que sería parte del stable, pero Kushida apareció para luego definir una lucha titular. El 21 de septiembre en NXT 2.0, Strong derrotó a Kushida ganando así el Campeonato Crucero de NXT. Posteriormente, se desarrollarían luchas en impulso de The Creed Brothers y a Ivy Nile, y defensas titulares de Strong.
A finales de 2021, se desarrolló una rivalidad entre Strong (en su calidad de campeón) frente al Campeón Norteamericano de NXT Carmelo Hayes en relación con sus títulos respectivamente. El 28 de diciembre en NXT 2.0, se determinó una lucha entre Strong y Hayes donde el ganador unificaría los campeonatos en favor del Campeonato Norteamericano. 
El 4 de enero en NXT 2.0, Strong fue vencido por Hayes, perdiendo el título. Al día siguiente, Hachiman fue despedido como parte de una nueva ola de despidos en NXT.
El 18 de enero en NXT 2.0, se anunció la séptima versión masculina del Dusty Rhodes Tag Team Classic, donde The Creed Brothers serían participantes. El 18 de enero en NXT 2.0, derrotaron a Josh Briggs y Brooks Jensen para pasar a las semifinales. El 8 de febrero en NXT 2.0, vencieron a Grizzled Young Veterans (Zack Gibson y James Drake), clasificando a la última fase. El 15 de febrero en NXT 2.0, finalmente derrotaron a MSK (Wes Lee y Nash Carter), ganando el torneo y la oportunidad de ser retadores a los Campeonatos en Parejas de NXT.
Mientras tanto a mediados de febrero, se anunció la segunda versión femenina del Dusty Rhodes Tag Team Classic, donde el 17 de febrero en NXT 2.0, Bivens anunció el equipo formado entre Ivy Nile y Tatum Paxley. El 18 de febrero en el estreno de NXT Level Up, Nile y Paxley derrotaron a Fallon Henley y Kayla Inlay. El 22 de febrero en NXT 2.0, no lograron avanzar a la siguiente fase del torneo, siendo derrotadas por Kacy Catanzaro y Kayden Carter.
Como parte de una nueva ronda de despidos, Bivens fue liberado de su contrato junto a otros luchadores de NXT. En In Your House, The Creed Brothers (Brutus & Julius) derrotaron a Pretty Deadly (Elton Prince & Kit Wilson) y ganaron los Campeonatos en Parejas de NXT por primera vez. Tres días después en NXT 2.0, fueron felicitados por Roderick Strong, Damon Kemp e Ivy Nile en el gimnasio, pero aparecieron Edris Enofe & Malik Blade retándolos a un combate titular a lo que The Creed Brothers aceptan de manera amistosa, sin embargo está acción sería reprochada por Strong, la siguiente semana en el NXT 2.0 emitido el 14 de junio, The Creed Brothers derrotaron a Edris Enofe & Malik Blade reteniendo los Campeonatos en Parejas de NXT. Como parte de un problema interno, Julius y Brutus se enfrentaron a Strong y Kemp a causa de los títulos, pero estos últimos fueron derrotados en NXT: The Great American Bash.
Debido al anuncio de cierre de NXT UK, Julius y Brutus se vieron involucrados en calidad de campeones contra los Campeones en Parejas del Reino Unido de NXT Josh Briggs & Brooks Jensen, Gallus (Mark Coffey, Wolfgang y Joe Coffey) y Pretty Deadly (Elton Prince & Kit Wilson). En Worlds Collide, perdieron los títulos ante Pretty Deadly a causa de traición por parte de Damon Kemp, quien había atacado a Julius.
En NXT Deadline, tras bastidores, Ivy Nile & Tatum Paxley son entrevistadas por McKenzie, a lo que Nile afirma estar preocupada por el combate de The Creed Brothers debido a lo que sucedió la semana pasada y menciona que reforzara su equipo con Paxley, pero aparecen las Campeonas Femeninas en Parejas de NXT Katana Chance & Kayden Carter que intentan darle ánimos, y al final del segmento, Paxley indica que las enfrentarán muy pronto, sin embargo más tarde esa misma noche, mientras que Chance y Carter se encuentran en bastidores con Oddysey Jones, Malik Blade & Edris Enofé, son interrumpidas por Toxic Attraction (Gigi Dolin & Jacy Jayne) exigiendo una lucha titular, pero Nile y Paxley aparecen atacando a Dolin & Jayne iniciando una pelea en backstage. 3 días después en NXT, Nile & Paxley se enfrentaron a Toxic Attraction (Gigi Dolin & Jacy Jayne) por una oportunidad a los Campeonatos Femeninos en Parejas de NXT de Katana Chance & Kayden Carter, sin embargo terminaron sin resultado debido a que Carter & Chance atacaron a Dolin & Jayne en ringside, a lo que Nile & Paxley se unieron a la pelea entre todas, a la siguiente semana en el NXT emitido el 20 de diciembre, Nile & Paxley se enfrentaron a Katana Chance & Kayden Carter y a Toxic Attraction (Gigi Dolin & Jacy Jayne) por los Campeonatos Femeninos en Parejas de NXT, sin embargo perdieron.
Sorpresivamente, el 26 de abril de 2023 en Dynamite, Roderick Strong hizo su regreso pero esta vez en AEW donde salió a defender a su excompañero Adam Cole de Jericho Apreciation Society, confirmando su salida de WWE.

## Campeonatos y logros
- WWE
  - NXT Cruiserweight Championship (1 vez) - Strong
  - NXT Tag Team Championship (1 vez) - The Creed Brothers[13]
  - Men's Dusty Rhodes Tag Team Classic (séptimos ganadores) - The Creed Brothers.[14]